# Saoud Shuraim
 (février 2015).
Saoud Shuraim, né le 19 janvier 1966 G – 4 ramadan 1383 H à Riyad (Arabie saoudite), est un imam et un des plus grands récitateurs du Coran (qârî) officiant à Grande Mosquée de la Mecque, ce qui lui offre une grande célébrité même en dehors de son pays concernant sa lecture. Il est en outre l'auteur de plusieurs textes sur le droit et l'Islam,,.

## Biographie
Diplômé de l'Université d'Al Imam Mohamed Ben Saoud (Riyad), Saoud Shuraim a décroché un diplôme dans "Al Aqida wa Al Madahib Al Moassira" en 1989 (1409 H) et a obtenu le diplôme du magistrat de l'institut supérieur de la magistrature en 1993 (1413 H). 
Saoud Shuraim a appris la récitation du coran sous l'égide de grands enseignants comme : Abderrahmane El Berrak, Okail Ben Abdallah, Abdallah Al Jabrayn, Abdelaziz Errajhi, Cheikh Abdelaziz Ben Baz, Fahd Al Houmain, Saleh Ibn Fawzane… 
Saoud Shuraim a été nommé : imam de la Sainte Mosquée par le roi d'Arabie saoudite (1992), juge à la Haute Cour Saoudienne (1993), enseignant dans la grande mosquée (1994) en plus de son obtention du doctorat de l'université "Oum Al Qura"(1996). 
Saoud Shuraim est l'auteur de plusieurs œuvres islamiques comme : Al Mehdi al Mountadar dans Sunnah et Al Jamaâa, les principes de Al Fiqh : questions et réponses, procédés pour l'approbation de la descente, les dignités des prophètes…

## Ouvrages
- Al-Mahdi al Mountadhar dans Ahl-us-Sunnah wa Al Jamâ`a
- Les principes de Al-Fiqh : questions et réponses, procédés.